# 8407-es mellékút (Magyarország)
A 8407-es számú mellékút egy rövid, alig több mint két kilométer hosszú, ennek ellenére négy számjegyű országos közútként számozódó útszakasz Veszprém vármegye északnyugati részén. Tulajdonképpen csak két szomszédos települést köt össze, de szerepe van a Pápától északnyugatra fekvő községek és Csorna térségének összekapcsolásában is.

## Nyomvonala
Egyházaskesző község központjában ágazik ki a 8406-os útból, annak a 14+150-es kilométerszelvénye közelében, kelet felé, Kossuth Lajos utca néven. Alig néhány lépés után északkeletnek, majd még a belterület határának elérése előtt északnak fordul, a települési neve onnantól Vasút utca. Kevéssel az első kilométere elhagyása után kilép a lakott területről és hamarosan eléri Várkesző határszélét. 1,3 kilométer után kiágazik belőle kelet-északkeleti irányban a 84 115-ös számú mellékút Marcaltő központja és a Pápa–Csorna-vasútvonal Marcaltő megállóhelye felé. A kereszteződést elhagyva már teljesen várkeszői külterületek közt folytatódik, úgy is ér véget, beletorkollva a 8412-es útba, annak az 1+750-es kilométerszelvénye közelében.
Teljes hossza, az országos közutak térképes nyilvántartását szolgáló kira.gov.hu adatbázisa szerint 2,315 kilométer.

## Települések az út mentén
- Egyházaskesző
- (Várkesző)